# コソボ憲法
コソボ憲法（コソボけんぽう、アルバニア語:Kushtetuta e Republikës së Kosovës、セルビア語:Устав Републике Косово / Ustav Republike Kosovo、ボスニア語:Ustav Republike Kosovo、トルコ語:Kosova Cumhuriyeti Anayasası、ロマ語:Konstitucia e Kosovaka Republikako、英語:Constitution of the Republic of Kosovo）は、コソボ共和国の憲法である。
2008年6月15日に施行された。その前までのコソボの統治は、国際連合安全保障理事会決議1244に基づいて2001年に批准された暫定憲法の下に行われていた。暫定憲法では、コソボの暫定統治機構を決め、国際連合事務総長特別代表の最終決定権を保留していた。
セルビア政府はコソボを自国の主権の下にある領土と見なしており、コソボの独立主張を拒絶している。セルビアはコソボ憲法を認めていない。この論争と主権に関わる疑問は、20世紀の末にユーゴスラビアが崩壊したユーゴスラビア紛争の中で浮上したものである。

## 2008年憲法
新憲法の草案は2008年4月に準備された。その条項の多くはアハティサーリ案に基づいており、コソボの少数民族に特別の権利を与え、全てのコソボ市民により安全な環境を提供するとしている。
コソボ憲法は2008年4月9日に批准され、6月15日に施行された。。国際連合安全保障理事会は国際連合コソボ暫定行政ミッション（United Nations Interim Administration Mission in Kosovo; UNMIK）の任務終了を決定していないため、UNMIKはその後もコソボに留まり続ける。新しい憲法の効力がコソボのセルビア人地区（Serb enclaves in Kosovo）に及んでいないため、コソボ憲法が実際に効力を発揮するのはアルバニア人が多数を占めて支配している、事実上のコソボの分離独立が成立している地域のみに留まる。
前文では、次のように述べられている:

『我ら、コソボの人民は、コソボの未来を、自由で民主主義の平和を愛する国で、全ての市民の故郷となるべきものとすることを決定した; 全ての市民の権利と、全ての市民の法の下の自由と平等を保障する、自由な市民の国家の建設を目指す; 経済的に安泰で、社会的に成功したコソボ国家を目指す; 善隣関係を築き、隣国と協力することによって、地域とヨーロッパ全域における安定に寄与するコソボ国家となることを信ずる; 世界の平和を愛する国々の品位ある一員たるコソボ国家となることを信ずる; 欧州・大西洋統合の進行に完全に加わるコソボ国家となることを目指す; 我らは、厳かにコソボ共和国憲法を認める。』

前文ではまた、『コソボ共和国はいかなる他国あるいは他国の一部に対して領土主張をせず、また統合を模索しない。』としており、民族統一主義（大アルバニア主義に代表される、アルバニアとの統合やセルビアのアルバニア人地区の併合）の可能性を否定する明確な意思表明をしている。憲法では『宗教的信仰に関して中立たる』世俗国家と規定している（第8条）。憲法は全体で14章、162条からなる。

## 歴史
1913年、セルビアはロンドン条約の規定に基づいてコソボにおける主権を獲得した。これとは独立のセルビア＝オスマン帝国の合意は1914年3月14日に結ばれた。1918年、ユーゴスラビア王国が結成され、コソボはユーゴスラビア王国のモラヴァ州、ゼタ州、ヴァルダル州の一部となった。
1946年、「コソボ＝メトヒヤ地域」の自治がセルビアの枠内で認められた。1963年から、ユーゴスラビアの憲法はコソボ・メトヒヤをセルビア人民共和国の中の自治州として認めた。1968年、州の名前は「コソボ」に改められた。
自治州の憲法である「1974年のコソボ憲法」はコソボで最初の憲法であった。1974年のユーゴスラビア連邦憲法では、コソボとヴォイヴォディナの両自治州に共和国と同等の権利を認めたが、同時に両自治州は連邦の憲法、セルビア共和国の憲法、ならびに自治州の憲法でセルビアの一部であると定められた。1974年にコソボの法的地位が変更されると、セルビア共和国の指導者らは再びコソボをセルビアの一部へと統合することを目指し、何度か憲法の修正を試みたが、ユーゴスラビアの他の全ての共和国から同意を得ることができずに失敗に終わっている。
1980年代の間のアルバニア人によるコソボの共和国昇格要求に対して、セルビアは新しい共和国憲法を1990年に批准し、自治州の呼称を「コソボ・メトヒヤ」に戻し、コソボが1974年以降に獲得した自治権を、実質的に1946年の状態まで差し戻した。これに応じて、コソボの州議会は独立宣言を1990年7月2日に採択した。独立宣言では、コソボはユーゴスラビアの枠内でセルビアから分離し、アルバニア人はユーゴスラビア憲法で定められた「民族」（narod）であるとして、その自決権を主張した。議会の宣言は1991年にユーゴスラビア憲法裁判所により違憲と認定された。これは、コソボ自治州の地位変更にはユーゴスラビア連邦およびセルビア憲法の変更を要するとの見解による。独立宣言はセルビアの領土と国境の変更をもたらすため、1974年憲法に基づいたセルビアの同意が必要であった。更に、アルバニア人は1974年憲法で認められた民族ではなく、少数民族であるとされていたため、彼らにはコソボをユーゴスラビアの構成共和国とする根拠となる民族自決権は認められないとした。1990年7月5日、コソボの独立宣言に対してセルビアは、コソボ議会とコソボ政府の解体をもって応じた。1990年7月5日、コソボ共和国はセルビア共和国からの分離とコソボ憲法を採択した。